# 德里克·马蒂尼
德里克·马蒂尼（Derick Martini，1975年/1976年—）是美国編劇和電影導演。電影《Lymelife》是德里克·马蒂尼的处女作，并于2008年9月在多倫多國際電影節首映并获得了國際影評人協會最佳影片奖。